# Noirval
Noirval ist eine französische Gemeinde mit 24 Einwohnern (Stand 1. Januar 2022) im Département Ardennes in der Region Grand Est (vor 2016 Champagne-Ardenne). Sie gehört zum Arrondissement Vouziers, zum Kanton Vouziers und zum Gemeindeverband Argonne Ardennaise.

## Geografie
Die Gemeinde Noirval liegt zehn Kilometer nordöstlich von Vouziers am Flüsschen Fournelle. Umgeben wird Noirval von den Nachbargemeinden Belleville-et-Châtillon-sur-Bar im Norden und Osten, Quatre-Champs im Süden und Westen sowie Bairon et ses environs im Nordwesten.

## Bevölkerungsentwicklung
| Jahr                       | 1962 | 1968 | 1975 | 1982 | 1990 | 1999 | 2009 | 2019 |
| Einwohner                  | 80   | 75   | 50   | 42   | 47   | 27   | 34   | 26   |
| Quellen: Cassini und INSEE |      |      |      |      |      |      |      |      |

## Sehenswürdigkeiten

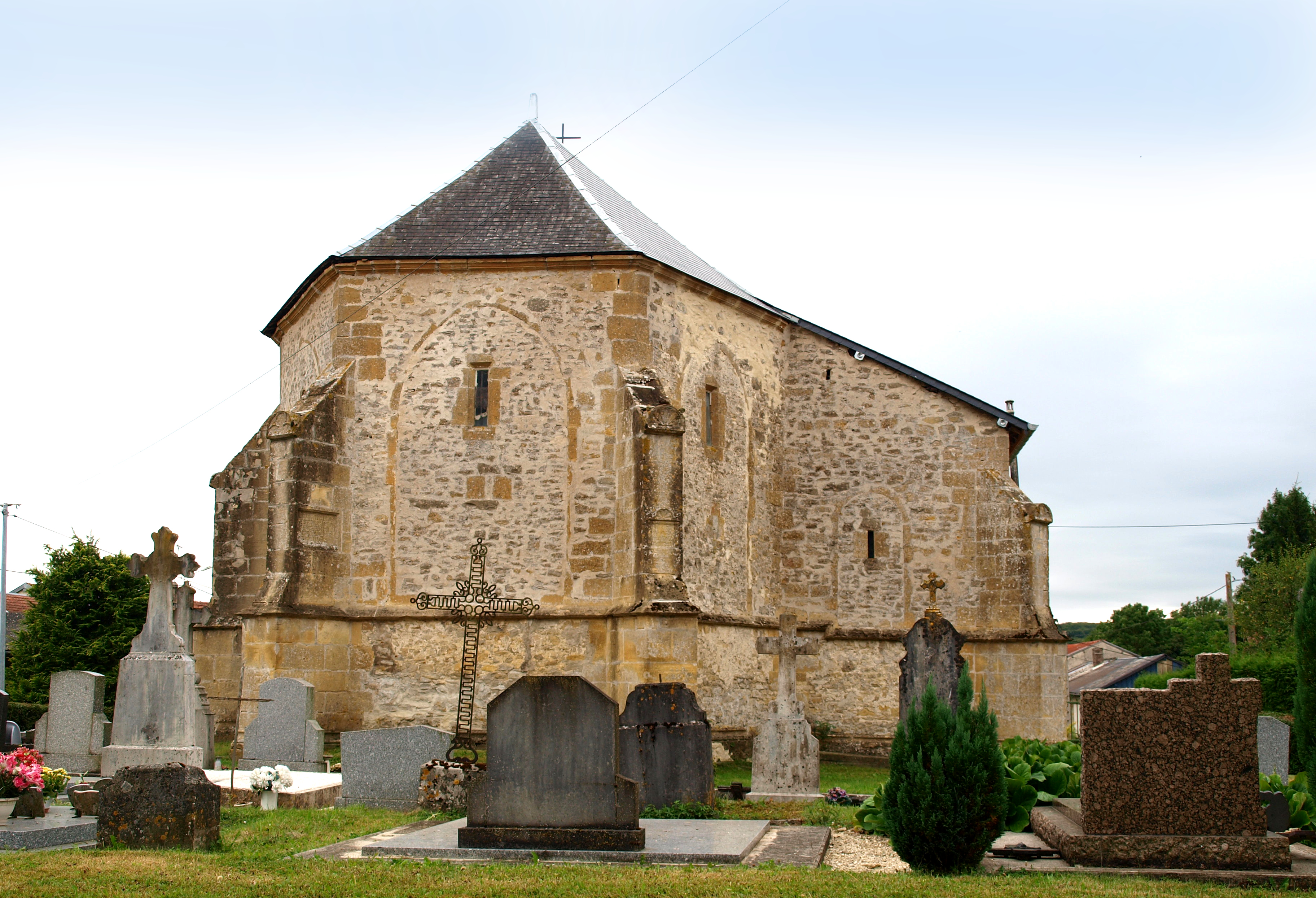
Kirche Saint-Côme-et-Saint-Damien

- Kirche Saint-Côme-Saint-Damien